# Expertise (Unternehmen)
Expertise Co., Ltd. (thailändisch ความเชี่ยวชาญจำกัด [kʰwaːm.ʧîːao.ʧaːn.ʤam.kàt]) ist ein Hersteller von Autorikschas mit Sitz in Chon Buri (Thailand).

## Geschichte
Das Unternehmen wurde 2003 gegründet. Einige Modelle wurden mit EU-Zulassung versehen und über ein spanisch-niederländisches Unternehmen in Europa vertrieben.

## Modelle
Auf der Homepage werden verschiedene Modelle für den Personen- und Gütertransport mit den Namen Icon, Wise, Sabai und Mighty präsentiert, ohne aber technische Daten anzugeben.